# Abu Kulajfun
Abu Kulajfun (arab. أبو كليفون) – wieś w Syrii, w muhafazie Hama. W 2004 roku liczyła 72 mieszkańców.